# Heroes Graphic Novels
Heroes Graphic Novels är en Webserie som kompletterar NBC tv-serien Heroes genom att ge lite extra information om karaktärer och händelser i programmet. Det släpps en ny serie varje tisdag som går att läsa på deras officiella sida. Serierna är skrivna av programmets manusförfattare och tecknad av Aspen Comics. Serierna är i snitt 7-9 sidor långa.
En inbunden version av serierna kommer att ges ut av DC Comics under hösten 2007.

## Lista över serierna
| Nr | Titel | Skriven av | Tecknad av | Utgivningsdatum | Påskägg |
| -- | ----- | ---------- | ---------- | --------------- | ------- |